# Biljača
Biljača (cirill betűkkel Биљача, albánul Bilaçi) egy falu Szerbiában, a Pcsinyai körzetben, a Bujanovaci községben.

## Népesség
- 1948-ban 1 695 lakosa volt.
- 1953-ban 1 773 lakosa volt.
- 1961-ben 1 613 lakosa volt.
- 1971-ben 1 881 lakosa volt.
- 1981-ben 2 349 lakosa volt.
- 1991-ben 2 534 lakosa volt
- 2002-ben 2 036 lakosa volt,[1] akik közül 1 704 albán (83,69%), 163 szerb (8%), 8 cigány, 2 macedón, 2 magyar (0,39%), 16 ismeretlen, a többi nem nyilatkozott és egyéb nemzetiségű.[2]